# سيركاكولم (الهند)
سريكاكولم رمزها «SR» (بالإنجليزية: Srikakulam)‏ ، هو تقسيم إداري لدولة الهند تتبع ولاية أندرا برديش (بالإنجليزية: Andhra  Pradesh)‏ ، مركزها هو مدينة سيركاكولم
(بالإنجليزية: Srikakulam)‏ عدد سكانها حسب تعداد سنة 2001 هو 2,528,491 ، مساحتها 5,837 كم² وكثافة السكان 433 لكل كم² .

## المناخ
يظهر الجدول التالي التغييرات المناخية على مدار السنة لسيركاكولم:
| البيانات المناخية لـسيركاكولم     | البيانات المناخية لـسيركاكولم | البيانات المناخية لـسيركاكولم | البيانات المناخية لـسيركاكولم | البيانات المناخية لـسيركاكولم | البيانات المناخية لـسيركاكولم | البيانات المناخية لـسيركاكولم | البيانات المناخية لـسيركاكولم | البيانات المناخية لـسيركاكولم | البيانات المناخية لـسيركاكولم | البيانات المناخية لـسيركاكولم | البيانات المناخية لـسيركاكولم | البيانات المناخية لـسيركاكولم | البيانات المناخية لـسيركاكولم |
| الشهر                             | يناير                         | فبراير                        | مارس                          | أبريل                         | مايو                          | يونيو                         | يوليو                         | أغسطس                         | سبتمبر                        | أكتوبر                        | نوفمبر                        | ديسمبر                        | المعدل السنوي                 |
| --------------------------------- | ----------------------------- | ----------------------------- | ----------------------------- | ----------------------------- | ----------------------------- | ----------------------------- | ----------------------------- | ----------------------------- | ----------------------------- | ----------------------------- | ----------------------------- | ----------------------------- | ----------------------------- |
| متوسط درجة الحرارة الكبرى °م (°ف) | 28.8 (83.8)                   | 31.0 (87.8)                   | 33.3 (91.9)                   | 35.5 (95.9)                   | 37.9 (100.2)                  | 36.9 (98.4)                   | 32.9 (91.2)                   | 32.4 (90.3)                   | 32.4 (90.3)                   | 31.3 (88.3)                   | 29.7 (85.5)                   | 28.6 (83.5)                   | 32.6 (90.6)                   |
| متوسط درجة الحرارة الصغرى °م (°ف) | 19.3 (66.7)                   | 20.5 (68.9)                   | 22.8 (73.0)                   | 25.8 (78.4)                   | 27.9 (82.2)                   | 27.4 (81.3)                   | 25.7 (78.3)                   | 25.5 (77.9)                   | 25.6 (78.1)                   | 24.7 (76.5)                   | 21.7 (71.1)                   | 19.6 (67.3)                   | 23.9 (75.0)                   |
| معدل هطول الأمطار مم (إنش)        | 0 (0)                         | 5 (0.2)                       | 4 (0.2)                       | 10 (0.4)                      | 53 (2.1)                      | 126 (5.0)                     | 204 (8.0)                     | 204 (8.0)                     | 162 (6.4)                     | 228 (9.0)                     | 66 (2.6)                      | 13 (0.5)                      | 1٬075 (42.4)                  |
| المصدر: en.climate-data.org       |                               |                               |                               |                               |                               |                               |                               |                               |                               |                               |                               |                               |                               |

## أعلام
- راو راميش